# Marco Fertonani
Marco Fertonani (Genova, 8 luglio 1976) è un ex ciclista su strada italiano, professionista dal 2002 al 2007.

## Carriera
Buono scalatore, da cicloamatore passò direttamente al professionismo nel 2002, all'età di venticinque anni, grazie al fratello Luca Fertonani, che in qualità di suo manager convinse Álvaro Pino, direttore sportivo del team Phonak, a fargli firmare un anno di contratto. Da quel giorno la carriera va in crescendo: dopo la conferma per un ulteriore anno al team Phonak, passa all'italiana Domina Vacanze per poi terminare la carriera con il forte team spagnolo ProTour Caisse d'Epargne.
Il 7 luglio 2007 risulta positivo al testosterone in un controllo antidoping effettuato nel febbraio precedente, durante il Giro del Mediterraneo. Dopo la controversia positività non del tutto dimostrata ,si è ritirato  iniziando la sua carriera come imprenditore nell'ambito medico sanitario.

## Palmarès
- 2004

6ª tappa Tour of Qinghai Lake
- 2006

4ª tappa Vuelta a Castilla y León (Avila > Navacerrada)
- 2007

1ª tappa Giro del Mediterraneo

## Piazzamenti

### Grandi Giri
- Giro d'Italia

2004: 55º
2005: ritirato
2006: ritirato